# Diplonotos novus
Diplonotos novus är en mossdjursart som först beskrevs av Gordon 1988.  Diplonotos novus ingår i släktet Diplonotos och familjen Bifaxariidae. Inga underarter finns listade i Catalogue of Life.